# Frankrijk op de Olympische Winterspelen 1936
Tijdens de Olympische Winterspelen van 1936, die in Garmisch-Partenkirchen (Duitsland) werden gehouden, nam Frankrijk voor de vierde keer deel.

## Medailleoverzicht
| Sport       | Olympiër     | Discipline     | Medaille |
| ----------- | ------------ | -------------- | -------- |
| Alpineskiën | Émile Allais | combinatie (m) | Brons    |

## Deelnemers en resultaten

### Alpineskiën
| Olympiër          | Discipline     | Resultaat | Prestatie                                           |
| ----------------- | -------------- | --------- | --------------------------------------------------- |
| Émile Allais      | combinatie (m) | Brons     | 94,69 punten afdaling: 4.58,8 slalom: 1.20,4+1.16,9 |
| Maurice Lafforgue | combinatie (m) | 11e       | 85,83 punten afdaling: 5.29,4 slalom: 1.26,6+1.27,1 |
| Roland Allard     | combinatie (m) | 22e       | 77,86 punten afdaling: 5.49,4 slalom: 1.44,8+1.34,8 |

### Bobsleeën
| Olympiër                                                       | Discipline                 | Resultaat | Prestatie                                       |
| -------------------------------------------------------------- | -------------------------- | --------- | ----------------------------------------------- |
| Jean de Suarez d'Aulan Jacques Bridou                          | 2-mansbob (m) Frankrijk I  | 14e       | 5.54,81 (1.32,49 / 1.25,59 / 1.28,93 / 1.27,80) |
| Louis Bozon Émile Kleber                                       | 2-mansbob (m) Frankrijk II | 21e       | 6.20,07 (1.41,99 / 1.31,92 / 1.35,09 / 1.31,07) |
| Jean de Suarez d'Aulan Jacques Bridou Jean Dauven Louis Balsan | 4-mansbob (m) Frankrijk I  | 9e        | 5.29,82 (1.25,77 / 1.21,81 / 1.21,67 / 1.20,57) |
| René Charlet Étienne Payot Albert Mugnier Amédée Ronzel        | 4-mansbob (m) Frankrijk II | dnf       | opgave (dnf / — / — / —)                        |

### Langlaufen
| Olympiër                                                   | Discipline            | Resultaat | Prestatie                               |
| ---------------------------------------------------------- | --------------------- | --------- | --------------------------------------- |
| Robert Gindre                                              | 18 km (m)             | 24e       | 1:23.48                                 |
| Léonce Crétin                                              | 18 km (m)             | 35e       | 1:26.11                                 |
| Fernand Mermoud                                            | 18 km (m)             | 37e       | 1:26.31                                 |
| Alfred Jacomis                                             | 18 km (m)             | 43e       | 1:27.49                                 |
| Robert Gindre Fernand Mermoud Léonce Crétin Alfred Jacomis | 4x10 km estafette (m) | 9e        | 3:03.33 (47.15 / 46.06 / 44.23 / 45.49) |

### IJshockey
| Olympiër | Discipline | Resultaat | Prestatie                                                                                           |
| --- | ---------- | --------- | --------------------------------------------------------------------------------------------------- |
| Michel Paccard Jacques Morisson Jacques Lacarrière Pierre Claret Pierre Lorin Marcel Couttet Albert Hassler Guy Volpert Jean-Pierre Hegnauer Michel Delessalle Philippe Boyard | mannen     | 9e        | voorronde: 0 - 3 Frankrijk - Hongarije 4 - 2 Frankrijk - België 0 - 2 Frankrijk - Tsjecho-Slowakije |

Australië · België · Bulgarije · Canada · Duitsland · Estland · Finland · Frankrijk · Griekenland · Groot-Brittannië · Hongarije · Italië · Japan · Joegoslavië · Letland · Liechtenstein · Luxemburg · Nederland · Noorwegen · Oostenrijk · Polen · Roemenië · Spanje · Tsjecho-Slowakije · Turkije · Verenigde Staten · Zweden · Zwitserland